# Prințul August de Saxa-Coburg și Gotha
August Ludwig Viktor de Saxa-Coburg-Kohary (13 iunie 1818 - 26 iulie 1881), a fost prinț german al Casei de Saxa-Coburg-Gotha.
Născut Prințul August Ludwig Viktor de Saxa-Coburg-Saalfeld, a fost al doilea fiu al Prințului Ferdinand de Saxa-Coburg și Gotha și a soției lui, Prințesa Maria Antonia Koháry.
La Saint-Cloud, la 20 aprilie 1843, August s-a căsătorit cu Prințesa Clementine de Orléans, fiica regelui Ludovic-Filip al Franței și a soției acestuia, Maria Amalia a celor Două Sicilii. Cuplul a avut cinci copii:
| Nume                                        | Naștere           | Deces              | Note |
| ------------------------------------------- | ----------------- | ------------------ | --- |
| Prințul Filip de Saxa-Coburg și Gotha       | 28 martie 1844    | 3 iulie 1921       | căsătorit cu verișoara lui, Prințesa Louise, fiica regelui Leopold al II-lea al Belgiei, la 4 februarie 1875; au avut copii         |
| Prințul Ludwig August de Saxa-Coburg-Kohary | 8 august 1845     | 14 septembrie 1907 | căsătorit cu Leopoldina a Braziliei, fiica mai mică a împăratului Pedro al II-lea al Braziliei, la 15 decembrie 1864; au avut copii |
| Prințesa Clotilde de Saxa-Coburg și Gotha   | 1846              | 1927               | căsătorită cu Arhiducele Joseph Karl de Austria, Palatin al Ungariei, la 12 mai 1864; au avut copii                                 |
| Prințesa Amalie de Saxa-Coburg și Gotha     | 1848              | 1894               | căsătorită cu Ducele Maximilian Emanuel de Bavaria, fratele mai mic al împărătesei Elisabeta de Austria; au avut copii              |
| Ferdinand, Țar al Bulgariei                 | 26 februarie 1861 | 10 septembrie 1948 | căsătorit cu Prințesa Marie Louise de Bourbon-Parma, fiica lui Robert I de Parma, la 20 aprilie 1893; au avut copii                 |

La 2 mai 1881 împăratul Franz Joseph I al Austriei l-a ridicat în rang; motivul s-a arătat opt zile mai târziu când Prințesa Stéphanie a Belgiei (sora mai mică a cumnatei lui August, Louise) s-a căsătorit cu unicul fiu al lui Franz Joseph, Prințul Rudolf al Austriei. Împăratul Franz Joseph a considerat nepotrivit ca cumnatul fiului său să aibă un rang așa mic la curtea austriacă.
August a murit în 1881 iar Clémentine nu s-a recăsătorit.